# Hans-Jürgen Drescher
Hans-Jürgen Drescher (* 1954 in Bad Homburg vor der Höhe) war bis 2022 Präsident der Theaterakademie August Everding in München.

## Leben
Drescher studierte Germanistik, Philosophie, Geschichte und Kunstgeschichte in Marburg, Berlin und Frankfurt am Main. Von 1980 bis 1987 war er Dramaturg an der Oper Frankfurt unter Michael Gielen und Klaus Zehelein, im Anschluss daran Chefdramaturg am Musiktheater im Revier in Gelsenkirchen und am Schauspiel des Nationaltheaters Mannheim.
Von 1991 bis 2011 war er Leiter des Suhrkamp Theater- und Medienverlags, daneben als Lehrbeauftragter und Honorarprofessor für Dramaturgie an der Hochschule für Gestaltung in Offenbach am Main und an der Hochschule für Musik und Darstellende Kunst in Frankfurt am Main tätig. 1994 wurde er in die Deutsche Akademie der Darstellenden Künste berufen, zu deren Präsident er 2016 gewählt wurde. Von 2011 bis 2014 leitete er als Künstlerischer Direktor und Geschäftsführer die Akademie für Darstellende Kunst Baden-Württemberg in Ludwigsburg.
Von der Spielzeit 2014/2015 bis zur Spielzeit 2021/22 war er Präsident der Theaterakademie August Everding in München und Leiter des Studiengangs Dramaturgie.

## Publikationen
- Hans-Jürgen Drescher, Johannes Hebsacker, Antonia Leitgeb und Daniel Richter (Hrsg.): Learning for the Future. Zukunftskonferenz für die Darstellenden Künste (= Edition Bayerische Theaterakademie August Everding, Band 2). Verlag Theater der Zeit, Berlin 2024. ISBN 978-3-95749-508-2